# Draculo
Draculo là một chi cá đàn lia trong họ Callionymidae. Chúng là loài bản địa của Ấn Độ Dương, Thái Bình Dương và Đại Tây Dương.

## Các loài
Hiện tại có 5 loài được ghi nhận trong chi này:
- Draculo celetus (J. L. B. Smith, 1963) - cá đàn lia thanh nhã. Tây Ấn Độ Dương và đông nam Đại Tây Dương.
- Draculo maugei (J. L. B. Smith, 1966) - cá đàn lia Maugé. Tây Ấn Độ Dương.
- Draculo mirabilis Snyder, 1911 - cá đàn lia kỳ diệu. Tây bắc Thái Bình Dương.
- Draculo pogognathus (Gosline, 1959) - cá đàn lia kỳ diệu Hawaii. Quần đảo Hawaii.
- Draculo shango (W. P. Davis & C. R. Robins, 1966) - cá đàn lia Shango. Đông Đại Tây Dương, bao gồm vùng biển ven Nigeria và Cameroon.